# Восточный Тазмер
Восточный Тазмер — река в России, протекает по Усольскому району Пермского края. Сливаясь с рекой Западный Тазмер образует реку Тазмер. Длина реки составляет 10 км.

## Течение
Исток реки в болотах на границе с Соликамским районом в 6 км к юго-западу от села Касиб. Река течёт на юго-запад, всё течение проходит по ненаселённому лесному массиву. Высота устья — 118,6 м над уровнем моря.

## Данные водного реестра
По данным государственного водного реестра России относится к Камскому бассейновому округу, водохозяйственный участок реки — Кама от города Березники до Камского гидроузла, без реки Косьва (от истока до Широковского гидроузла), Чусовая и Сылва, речной подбассейн реки — бассейны притоков Камы до впадения Белой. Речной бассейн реки — Кама.
Код объекта в государственном водном реестре — 10010100912111100007611.